# Anton Ehrlich
Anton Ehrlich (* 10. Juni 1814 in Wiesent; † 27. März 1881 in Straubing) war ein deutscher Orgelbauer.

## Leben und Werk
Anton Ehrlich war ein Mitglied der weit verzweigten Orgelbauerfamilie Ehrlich und wurde als ältester Sohn von Adam Ehrlich d. Ä. (* um 1777; † 30. Dezember 1848) geboren. Sein Bruder war Johann Ehrlich. Mit dem Umzug der väterlichen Firma kam er nach Passau und lernte zunächst bei seinem Vater das Orgelbauhandwerk und lernte später zusätzlich in Massing bei seinem Onkel Markus Ehrlich das Schreinerhandwerk. Nach Ablegen der Prüfung in Landshut erhielt er 1841 das Bürgerrecht und die Orgelbauerkonzession in Straubing. Er wohnte im Haus Nr. 7721/2 und heiratete 1846 Franziska Reiter, eine Schullehrerswitwe aus Süßkofen. Er baute zahlreiche Orgeln mit mechanischer Traktur in Niederbayern und in der Oberpfalz. Er setzte sich gegen aufkeimende Konkurrenz erfolgreich zur Wehr und beherrschte so mit seiner Verwandtschaft den niederbayerischen Orgelmarkt. Sein Nachfolger wurde Matthias Braumandl. Viele seiner Werke sind nicht mehr erhalten.

## Werkliste (Auszug)
| Jahr | Ort                         | Gebäude                          | Bild | Manuale | Register | Bemerkungen    |
| ---- | --------------------------- | -------------------------------- | ---- | ------- | -------- | -------------- |
| 1843 | Hadersbach                  | Mariä Himmelfahrt                |      | I/P     | 10       | → Orgel        |
| 1844 | Reibersdorf                 | St. Martin                       |      | I/P     | 6        |                |
| 1851 | Ergoldsbach                 | St. Peter und Paul               |      | I/P     | 12       | nicht erhalten |
| 1854 | Aholfing                    | St. Lucas                        |      |         |          | erhalten       |
| 1861 | Rettenbach                  | St. Laurentius                   |      | I/P     | 11       |                |
| 1857 | Riekofen                    | St. Johannes                     |      | I/P     | 12       | erhalten       |
| 1866 | Scheuer                     | St. Maria                        |      | I/P     | 7        | erhalten       |
| 1870 | Vilsbiburg                  | Wallfahrtskirche Maria Hilf      |      | I/P     | 8        | nicht erhalten |
| 1874 | Aiterhofen                  | St. Margareta                    |      | I/P     | 8        | nicht erhalten |
| 1874 | Mitterschneidhart-Langquaid | St. Martin                       |      | I/P     | 6        | erhalten       |
| 1875 | Öberau                      | Filialkirche "Unsere liebe Frau" |      | I       | 4        | erhalten       |
|      | Oberharthausen-Geiselhöring |                                  |      |         |          | nicht erhalten |